# داني أونيل
داني أونيل (بالإنجليزية: Danny O'Neil)‏ هو لاعب كرة قدم أمريكية أمريكي، ولد في 4 أغسطس 1971.